# Технологія push
Push-сповіщення — це невеликі повідомлення, які можуть охопити цільову аудиторію в будь-якому місці та в будь-який час. Хоча спливаючі вікна з'являються лише тоді, коли користувач перебуває на самій вебсторінці, push-повідомлення не залежать від сайтів. Вони пов'язані з веббраузерами та програмами.
Технологія push («штовхання») — це інтернет-протокол, у якому подія ініціюється видавцем або центральним сервером. Вона є протилежною до технології pull або get, коли запит на передачу інформації ініціюється одержувачем або клієнтом.
Служби push-послуг часто базуються на попередньо зазначених залежностях. Це називається моделлю публікації-підписки. Клієнт «підписується» на різні інформаційні «канали», що надаються сервером; всякий раз, коли новий вміст доступний на одному з цих каналів, сервер передає цю інформацію клієнту. Одним із прикладів такого взаємозв'язку є протокол MQTT.

## Загальне використання
Синхронні конференції та обмін миттєвими повідомленнями є типовими прикладами використання push-технологій. Нові повідомлення у чаті передаються кінцевому користувачеві, як тільки вони реєструються сервером. Як децентралізовані однорангові програми (такі як WASTE), так і централізовані програми (наприклад, IRC або XMPP) дозволяють передавати файли, що означає, що передавач ініціює передачу даних, а не отримувач.
Електронна пошта також може бути push-системою: вона використовує метод SMTP, який теж є push-протоколом. Однак останній крок передачі повідомлення від поштового сервера до клієнта зазвичай здійснюється за допомогою протоколу pull, як-от POP3 або IMAP. Сучасні поштові клієнти роблять цей крок майже миттєвим, постійно опитуючи поштовий сервер на наявність нових листів.
Інші способи використання методів push включають автоматичне «штовхання» оновлення ПЗ («push-оновлення»), розповсюдження ринкових даних та даних фондів, системи онлайн-чату / обміну повідомленнями, аукціони, онлайн-ставки та ігри, спортивні результати, консолі моніторингу та сенсорний моніторинг мережі.

## Приклади
Метод Webpush від Інтернет-інженерної робочої групи — це простий протокол, що використовує HTTP версії 2, для передачі подій у режимі реального часу, таких як вхідні дзвінки або повідомлення, які доправляють у потрібний час. Протокол об'єднує всі події в реальному часі в одну сесію, що забезпечує більш ефективне використання машинних ресурсів.
Вебсповіщення є частиною стандарту W3C і є методом API для сповіщення кінцевих користувачів. Повідомлення дозволяє досягти їх поза вебсторінкою та передати інформацію про, наприклад, новий електронний лист чи повідомлення. Наразі Push API став стандартом вебпротоколів, і його було нативно впроваджено у сучасні браузери, зокрема Chrome, Firefox, Edge та Safari.